# Metalectra tantillus
Metalectra tantillus är en fjärilsart som beskrevs av Augustus Radcliffe Grote 1874. Metalectra tantillus ingår i släktet Metalectra och familjen nattflyn. Inga underarter finns listade i Catalogue of Life.